# 绵河

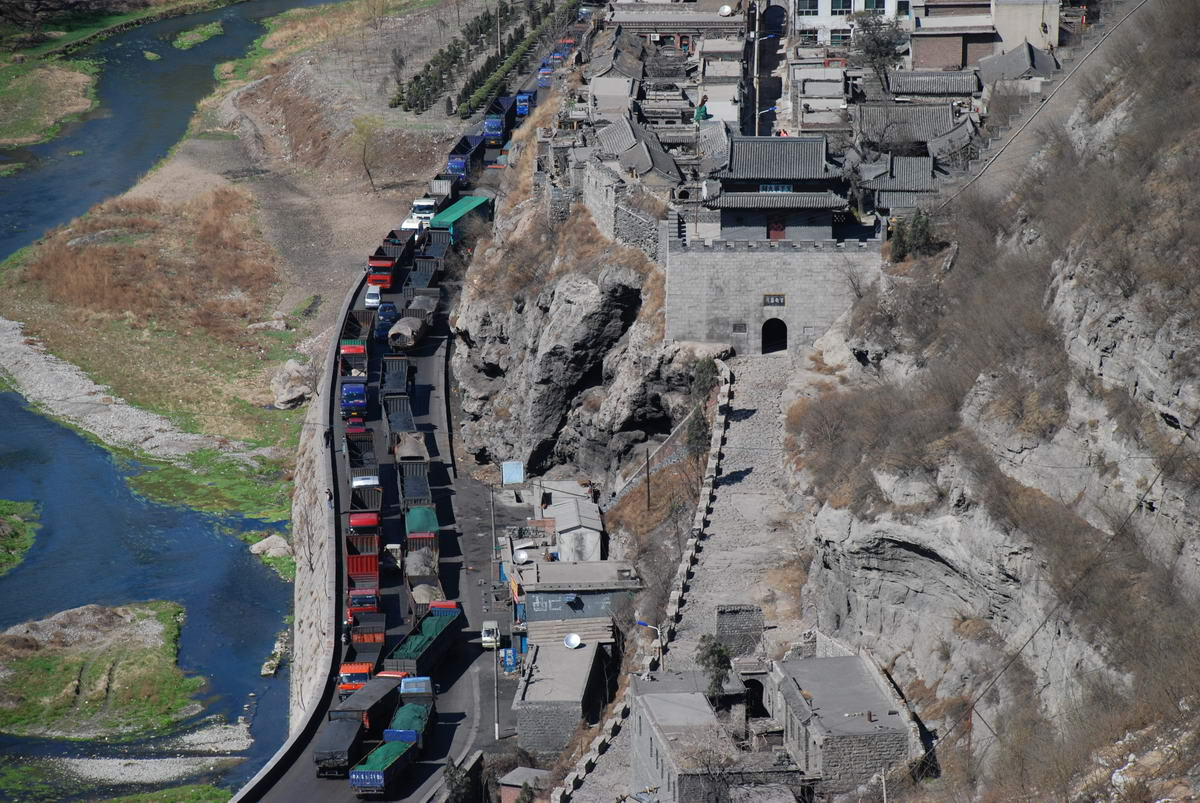
绵河与娘子关

绵河，古称绵水，位于中华人民共和国华北地区中南部，是冶河两源之一。绵河也有两源：桃河和温河，两河在山西省平定县娘子关镇磨河滩村汇流形成绵河干流，干流自西向北东流经娘子关镇、河北省井陉县南峪镇、天长镇和秀林镇等地区，于秀林镇北横口村与甘陶河汇流形成冶河。绵河干流河长120千米，若以桃河为上源，则河长200千米，流域面积2736平方千米。流域年均径流量9.62亿立方米。流域内易发生旱灾，水资源贫乏。